# 第20裝甲師 (德國國防軍)
第20装甲师（德語：20. Panzer-Division）是二战期间德國國防軍陆军的一个装甲师。由第19步兵师的部分部队组建而成。该师专门在东线作战，参加了莫斯科和库尔斯克战役。最终于1945年5月在捷克斯洛伐克向美国和苏联军队投降。

## 历史
1940年10月15日，第20装甲师成立。新的师从各种现役和预备役部队中抽调部队，其中第19步兵师已改組为坦克师，成为了新的第19装甲师。该师隶属于中央集团军群，参加了巴巴罗萨行动的初期阶段，并在明斯克、斯摩棱斯克的一系列进攻中保持在攻击的前梯队，并参加了对莫斯科進攻的台风行动。1941-42年冬季，它留在中线，进行防御行动和撤退。1942年3月，该部队在冬季遭受重大伤亡并导致部分部队解散后，被撤回布良斯克进行整修和休整。
第20装甲师仅由名义上的三个坦克营之一组成，仍然留在东线中部地区，参与了1942年中期夺取沃罗涅日的行动，但在其他方面也参与了防御行动。它于1942-43年冬季参加了奥廖尔保卫战，并于1943年7月在库尔斯克战役期间成为北方先头部队的一部分。1943年剩下的时间是在奥廖尔、戈梅利、奥尔沙和维捷布斯克之间的长途撤退中度过的。
1944年冬天，第20装甲师在波洛茨克、维捷布斯克、博布鲁伊斯克和乔姆地区作战。在红军巴格拉季翁行动中遭受重大损失后，该师于1944年8月被派往罗马尼亚进行整修。10月，该师被派往东普鲁士，随后于1945年1月6日被派往匈牙利，参加匈牙利北部的战斗。然后他们通过西里西亚（现为波兰的一部分）的布雷斯劳、施韦尼茨和尼斯撤退。该师被转移到格尔利茨（德累斯顿以东，1945年后德国与波兰边境）。1945年4月19日，该师参与了格尔利茨以西向涅斯基方向的反攻，但三天后脱离战斗并向西撤退。其在包岑地区再次反攻，成功解救了当地驻军，苏军付出了惨重代价。1945年4月26日，该师位于德累斯顿西北部；5月6日，它向南撤退，穿过捷克斯洛伐克边境。一些师在特普利采-萨诺夫（布拉格西北部）附近向红军投降，而师部的其余成員，包括第20装甲师部队，则在布拉格和比尔森之间向美国陆军投降；他们後被移交给苏联军队。